# Thesmophora
Thesmophora, monotipski biljni rod smješten u tribus Stilbeae, dio porodice Stilbaceae. Jedina je vrsta T. scopulosa, južnoafrički endem otkriven 1993..

## Opis
To je monotipski rod endemičan za planine Ceres, sa juga provincije Western Cape, Južna Afrika. Osobito je karakteristična po visećim ovulima i 4-režnjevitom vjenčiću.

## Stanište
Kamenite pješčenjačke padine u pukotinama stijena. 

## Rasprostranjenost
Rijetka je vrsta, poznata s četiri lokacije na 24 km² (North Hex Sandstone Fynbos i Winterhoek Sandstone Fynbos) i potencijalno ugrožena štetnim požarima